# Ust-Maya
Ust-Maya (en ruso: Усть-Ма́я) es una localidad urbana ubicada en el centro-este de la república de Sajá, Rusia, sobre el curso alto del río Aldán —uno de los principales afluentes del río Lena—, al noreste de Yakutsk, la capital de la república. Su población en el año 2010 era de 2300 habitantes.

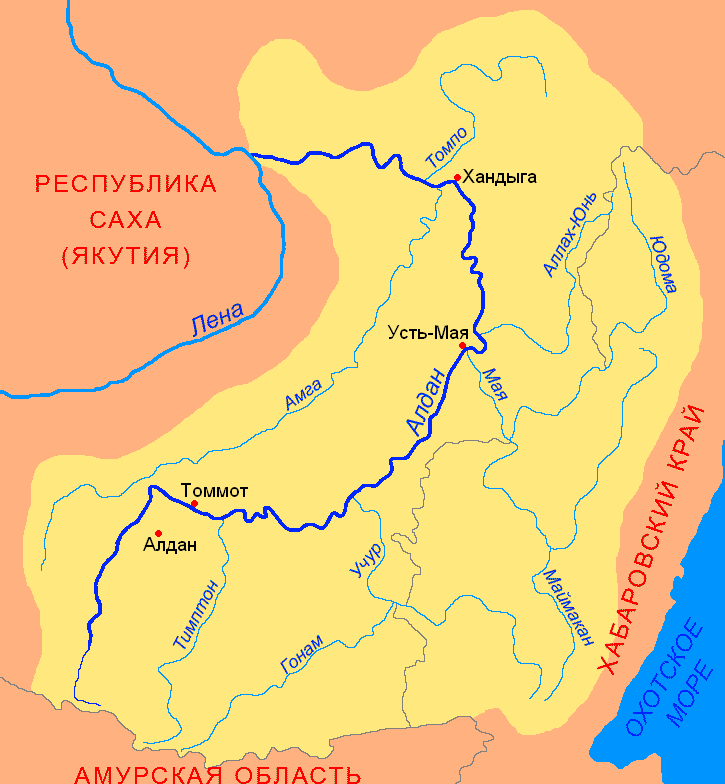
Mapa en ruso del río Aldán —afluente del Lena— en el que sale en la orilla izquierda de su curso medio Ust-Maya (Усть-Ма́я)

## Historia
Se construyó en 1930 como una base para la minería de oro de los alrededores. Durante la Segunda Guerra Mundial fue construido aquí un aeródromo que usaba la ruta de Siberia y Alaska y que participó en el frente oriental. Obtuvo el reconocimiento de localidad urbana en 1957.

## Transportes
La localidad cuenta con un aeropuerto.

## Clima
| Parámetros climáticos promedio de Ust-Maya | Parámetros climáticos promedio de Ust-Maya | Parámetros climáticos promedio de Ust-Maya | Parámetros climáticos promedio de Ust-Maya | Parámetros climáticos promedio de Ust-Maya | Parámetros climáticos promedio de Ust-Maya | Parámetros climáticos promedio de Ust-Maya | Parámetros climáticos promedio de Ust-Maya | Parámetros climáticos promedio de Ust-Maya | Parámetros climáticos promedio de Ust-Maya | Parámetros climáticos promedio de Ust-Maya | Parámetros climáticos promedio de Ust-Maya | Parámetros climáticos promedio de Ust-Maya | Parámetros climáticos promedio de Ust-Maya |
| Mes                                        | Ene.                                       | Feb.                                       | Mar.                                       | Abr.                                       | May.                                       | Jun.                                       | Jul.                                       | Ago.                                       | Sep.                                       | Oct.                                       | Nov.                                       | Dic.                                       | Anual                                      |
| ------------------------------------------ | ------------------------------------------ | ------------------------------------------ | ------------------------------------------ | ------------------------------------------ | ------------------------------------------ | ------------------------------------------ | ------------------------------------------ | ------------------------------------------ | ------------------------------------------ | ------------------------------------------ | ------------------------------------------ | ------------------------------------------ | ------------------------------------------ |
| Temp. máx. abs. (°C)                       | -5.5                                       | -2.0                                       | 8.9                                        | 17.8                                       | 29.7                                       | 35.3                                       | 36.3                                       | 34.6                                       | 26.2                                       | 15.6                                       | 4.0                                        | -4.9                                       | 36.3                                       |
| Temp. máx. media (°C)                      | −35.3                                      | −27.0                                      | −10.3                                      | 3.4                                        | 14.3                                       | 23.2                                       | 25.4                                       | 21.7                                       | 12.4                                       | −2.7                                       | −22.1                                      | −34.6                                      | −2.6                                       |
| Temp. media (°C)                           | -39.6                                      | −33.9                                      | −19.6                                      | −3.7                                       | 7.7                                        | 15.9                                       | 18.5                                       | 14.6                                       | 6.3                                        | −7.2                                       | −26.8                                      | −38.6                                      | −8.9                                       |
| Temp. mín. media (°C)                      | −43.0                                      | −39.5                                      | −28.4                                      | −11.0                                      | 1.4                                        | 9.1                                        | 12.1                                       | 8.4                                        | 1.5                                        | −11.0                                      | −30.7                                      | −41.7                                      | −14.4                                      |
| Temp. mín. abs. (°C)                       | −60.2                                      | −60.0                                      | −54.1                                      | −38.7                                      | −19.2                                      | −5.4                                       | −3.1                                       | −7.2                                       | −17.0                                      | −38.3                                      | −54.4                                      | −59.4                                      | −60.2                                      |
| Precipitación total (mm)                   | 11                                         | 8                                          | 7                                          | 12                                         | 28                                         | 39                                         | 50                                         | 51                                         | 40                                         | 25                                         | 20                                         | 12                                         | 303                                        |
| Días de lluvias (≥ 1 mm)                   | 0                                          | 0                                          | 0.1                                        | 3                                          | 13                                         | 14                                         | 14                                         | 14                                         | 14                                         | 4                                          | 0.1                                        | 0                                          | 76                                         |
| Días de nevadas (≥ 1 mm)                   | 23                                         | 20                                         | 13                                         | 6                                          | 1                                          | 0                                          | 0                                          | 0                                          | 1                                          | 18                                         | 24                                         | 22                                         | 128                                        |
| Horas de sol                               | 40                                         | 124                                        | 229                                        | 256                                        | 283                                        | 313                                        | 320                                        | 245                                        | 153                                        | 95                                         | 75                                         | 21                                         | 2154                                       |
| Humedad relativa (%)                       | 77                                         | 77                                         | 71                                         | 62                                         | 57                                         | 62                                         | 68                                         | 73                                         | 75                                         | 80                                         | 81                                         | 78                                         | 72                                         |
| Fuente n.º 1: pogoda.ru.net                |                                            |                                            |                                            |                                            |                                            |                                            |                                            |                                            |                                            |                                            |                                            |                                            |                                            |
| Fuente n.º 2: NOAA (sun only, 1961-1990)   |                                            |                                            |                                            |                                            |                                            |                                            |                                            |                                            |                                            |                                            |                                            |                                            |                                            |